# Rodolphe Vincent et Odette Fumet
Pour les articles homonymes, voir Fumet.

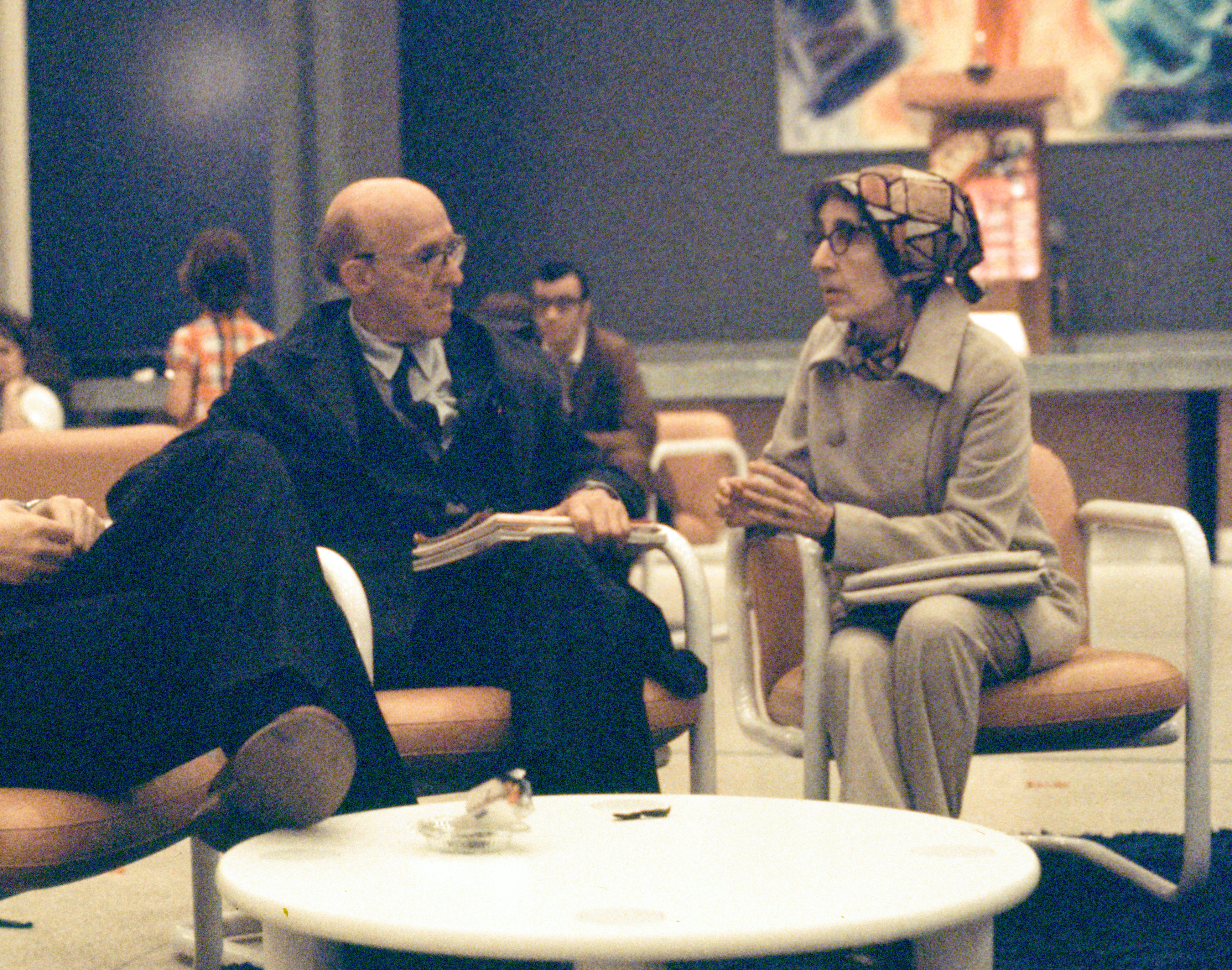
Rodolphe Vincent et Odette Fumet en 1973

Rodolphe Vincent (22 février 1905 – 12 juillet 1989) et Odette Fumet (8 janvier 1911 – 4 février 1995) ont travaillé pendant plus d’une trentaine d’années comme illustrateurs de manuels scolaires et religieux dans le monde de l’édition naissante de ce que l’on appelait à l’époque le Canada français. Ils apportèrent leurs contributions à plus d’une centaine de titres et collections. Ils publièrent plusieurs titres comme éditeurs à compte d’auteur. Ils furent parmi les précurseurs de la bande dessinée québécoise, alors que l'industrie de la BD locale avait à affronter la compétition américaine, face à laquelle le combat était inégal.
Ils revinrent de Paris juste avant la percée allemande sur le front de l’ouest et trouvèrent refuge à Londres pour quelques mois avant de retourner au Canada fin 1940. C’est à ce moment que débute leur contribution à l’édition, partagée entre les villes de Québec et de Montréal[réf. nécessaire].

## Rodolphe Vincent, auteur et illustrateur québécois
Rodolphe « Joseph-Antoine-Rodolphe » Vincent fils de Léon Vincent et Lydia Lecourt, né à Ottawa en Ontario, le 22 février 1905, est mort le 12 juillet 1989 au centre hospitalier de Verdun à Montréal. Rodolphe Vincent a reçu ses premières directives artistiques vers dix-sept ans, de M. Henri Fabien, artiste-peintre et traducteur au Département des affaires indiennes du Canada à Ottawa, maintenant appelé Ministère des Affaires indiennes et du nord[réf. nécessaire].

### Études au Canada
En 1924, il étudia le jour le dessin d’illustration commerciale à l’École technique de Hullp. 746,, dont il fut diplômé en 1927, tout en suivant les cours du soir en dessin à l’École Technique d’Ottawa pendant deux ans, avec comme professeur M. Newlans, artiste-peintre[réf. nécessaire].
Cette préparation lui permit d’être admis au cours de modèle vivant de l’Académie Royale Canadienne, sous la direction de M. Brown, artiste peintre[réf. nécessaire].

### Vie professionnelle (avant-guerre)
Dès sa sortie de l'école technique de Hull, il entra comme dessinateur commercial chez The Mortimer printing Co. Ltd p. 746 », sous la direction artistique de M. R.C. Robenson. Le troisième prix junior du Concours national de l’affiche de la Safety First Poster Association lui fut attribué la même année[réf. nécessaire].
Dans ses moments libres, Rodolphe Vincent se perfectionnait en suivant par correspondance les cours de dessin ABC et ceux de l’École supérieure de publicité pratique de Paris p. 746. Parallèlement, il enseignait le dessin de publicité au Caveau d’Ottawa.
En 1936, Rodolphe Vincent devint dessinateur à l'« Art commercial enregistré » de Québec p. 746. Il s’établit ensuite à son compte dans cette ville durant douze ans.

### Voyage d’études et mariage en France avec Odette Fumet
Ce séjour dans la ville de Québec fut interrompu par deux voyages en France : le premier en 1937, où il se maria, à Paris, avec Odette Fumet, dessinatrice, et le second en 1939-1940 pour trois stages, un l’École du livre Estienne à Paris, section de gravure, les deux autres en dessin aux académies Grande Chaumière et Collarossi p. 746 [réf. nécessaire].
En mai 1940, ils quittèrent avec leur fille Myriam, la ville de Paris, envahie quinze jours plus tard par les Allemands ; ils revinrent à Québec où ils se consacrèrent à produire des séries illustrées d’esprit français publiées dans les journaux, en compétition inégale avec les comics Américains, et à éditer des albums pour enfants. C'est ainsi que de 1942 à 1944 parurent sous le nom d'« Éditions Vincent », notamment dans L'Action catholique et dans Le Petit Journal, des adaptations de cape et d'épée comme Belle-Rose d'Amédée Achard ou La Fille du brouillard de Walter Scott… Mais, lorsque les BD américaines recommencèrent à paraître à Québec, les Vincent se retrouvèrent sans emploi.

### Vie professionnelle (après-guerre) au Canada
La crise du livre après la guerre leur fit quitter Québec pour Montréal en 1949, où ils travaillèrent pendant plus d’une trentaine d’années, surtout comme illustrateurs de manuels scolaires ou religieux, tout en s’occupant, comme titulaires, de cours de dessin par correspondance offerts par le Département de l’instruction publique aux malades des sanatoriums et des établissements pénitentiaires p. 373[réf. nécessaire].
Durant cette période, ils illustrèrent plusieurs ouvrages pour les frères de l'instruction chrétienne .
En complément de sa carrière de dessinateur, Rodolphe Vincent suivit les cours de rédaction de Art et Science de Paris et se spécialisa en recherches de textes et documents historiques. Il publia Variétés encyclopédiques illustrées Vincent p. 356, p. 746 , et par la suite, au Centre de psychologie et de pédagogie Québec ville historiquep. 357,p. 746,, et Notre costume civil et religieux p. 357 ,p. 746,, p. 165.

## Odette Fumet-Vincent, auteur et illustratrice française
Odette Fumet, fille de François Fumet, ingénieur, et de Berthe Manger, née le 8 janvier 1911 à une heure du matin, au 40, rue de Peuplier, 13e arrondissement de Paris, est morte le 4 février 1995 au Centre hospitalier de Verdun, Montréal p. 612,[réf. nécessaire].

### Début d'une vocation très précoce
Odette Fumet fut attirée à huit ans vers le dessin, lorsque son cousin Jean Scelle (dessinateur) réalisa un croquis.
«  Voici comment : pendant une visite de Jean Scelle, ma sœur (Simone) pria ce dernier, qui était dessinateur (voir la caricature de Raymond Fumet) de dessiner devant nous. Je le regardais faire, très intéressé. Je le vis tracer des arabesques légères sur une feuille de papier afin d’établir sa composition, peu à peu une forme se dégagea de ce brouillard de traits, celle d’une jeune femme moderne qui marchait sur un trottoir, en arrière-plan, une auto, quelques silhouettes d’immeubles et de passants. Je fus fasciné et j’avais trouvé ma voie alors je déclarai : « je deviendrai dessinatrice comme cousin Jean. ». Attention, cette décision inchangée prise à huit ans amorça à la minute même la direction de ma destinée vers le Québec où j’ai pris racine depuis plus d’un demi-siècle jusqu’à ce jour. »

### Jeunesse, études et premier chef-d'œuvre en France
À partir de cette rencontre, elle pratiqua le dessin, parallèlement à ses études scolaires, d’abord en leçons privées puis à l’Académie Julian de Paris p. 612,,.
Odette Vincent suivit des cours de gravure sur bois avec Raymond Renefer, alors directeur artistique aux éditions Flammarion, des cours d’illustration avec M. Laleau p. 612, de modelage avec M. Navelier et également, les cours de dessin par correspondance A.B.C. avec M. Gazan. M. Robert Lambry la forma à l’enseignement du dessin, ce qui lui permit de professer cet art à l’Union familiale, centre de formation pour jardinières d’enfant, et au cours Montalembert p. 612 en banlieue de Paris. 
Pendant trois ans, elle travaille à un chef-d'œuvre, l'illustration d'un catéchisme en images en trois volumes de 550 pages, La Miche de pain, complétés par une Histoire sainte de 650 pages,,. Il deviendra aussitôt le catéchisme le plus diffusé en France à cette époque p. 612.

### Premiers travaux pour le Québec
Après son mariage à Paris, le 27 juillet 1937, avec Rodolphe Vincent p. 612,,, elle continua en collaboration avec son mari à illustrer de nombreux manuels scolaires, dont plusieurs volumes d’Histoire du Canada pour les tout-petits chez Beauchemin,, tout en suivant les cours de rédaction A.B.C. de Paris.
En 1938, elle publia plusieurs titres chez Beauchemin,, dont une bande dessinée intitulée Pluck et les insectes p. 373, p. 455,,.

### Départ pour le Canada
Elle collabora pendant huit ans (textes et illustrations) à la revue La Famillep. 612,, et fit paraître différentes brochures pour enfants chez Beauchemins,, Fides,, p. 107,, aux éditions du Lévrierp. 612,, (ouvrages aujourd’hui introuvables)[réf. nécessaire]. 
En 1947, elle a réalisé les illustrations du livre Guillaume Couture Premier colon de la Pointe-Lévy (Lauzon) dans le cadre de la deuxième édition du livre de Joseph-Edmond Roy écrit en 1884. Diverses scènes imaginées ont été réalisées pour présenter le premier colon de la seigneurie de Lauzon et ancêtre des Couture d'Amérique.
En 1953, elle a réalisé pour les Éditions Franciscaines de Montréal, les 230 vignettes du Troubadour d’Assise, une biographie de saint François d’Assise en images. 
Elle a publié, du 15 janvier au 10 décembre 1955, dans la page religieuse du samedi de La Presse, la vie de Catherine de Saint-Augustin, sous forme de bande dessinée légendée.
En 1963, elle fit paraître au Centre de psychologie et de pédagogie la collection Nature p. 356, albums illustrés en couleur sur les mœurs des animaux canadiens, adaptés aux enfants de 7 à 10 ans, dont les titres Kiri, le petit castor p. 137,,, Kiri bâti sa maison p. 137,,, Cric, l’écureuil, Flac, raton laveur, p. 137,,, Fali et ses faons, p. 137,,, Touf, le renardeau ont été approuvés par le département des Bibliothèques scolaires de la Province de Québec et par l’Institut Pédagogique de France.
En 1966, elle lança une série éducative de cahiers illustrés, pour les maternelles, éditée par Les éditions Lidecp. 612,. Odette Fumet-Vincent a également écrit et dessiné des brochures sur les mœurs et coutumes des Amérindiens, parues aux éditions Rayonnement p. 612,,.
Les albums de la collection Nature d’Odette Fumet Vincent ont été exposés à la bibliothèque du Pavillon du Canada à l’Exposition universelle de Montréal, en 1967[réf. nécessaire]. Après la maladie de son mari en 1976, elle continua à illustrer des livres scolaires jusqu’au début des années 1980.
Elle se consacra la fin de sa vie à la peinture.

## Signatures employées par le couple Rodolphe Vincent / Odette Fumet Vincent
À différentes périodes de sa carrière, Odette Fumet signait ses illustrations O. Vincent-Fumet, O. Fumet, O. Fumet Vincent ainsi que Lino[réf. nécessaire].
Les travaux de Rodolphe Vincent ont toujours été signés sous son nom de naissance[réf. nécessaire].

## Postérité
Rodolphe Vincent et Odette Fumet furent parmi les précurseurs de la bande dessinée québécoise alors que l'industrie de la BD locale avait à affronter la compétition américaine, face à laquelle le combat était inégal,,,,,,. Ils publièrent plusieurs titres comme éditeurs à compte d’auteurp. 747